# Клаудија Шулженко
Клаудија Ивановна Шулженко (рус. Клавдия Ивановна Шульженко; Харков, 24. март 1906 — Москва, 17. јун 1984) совјетска била је певачица; народна уметница Совјетског Савеза (1971).